# Syzygium baeuerlenii
Syzygium baeuerlenii là một loài thực vật có hoa trong Họ Đào kim nương. Loài này được (F.Muell.) Craven & Biffin mô tả khoa học đầu tiên năm 2006.